# Feniano

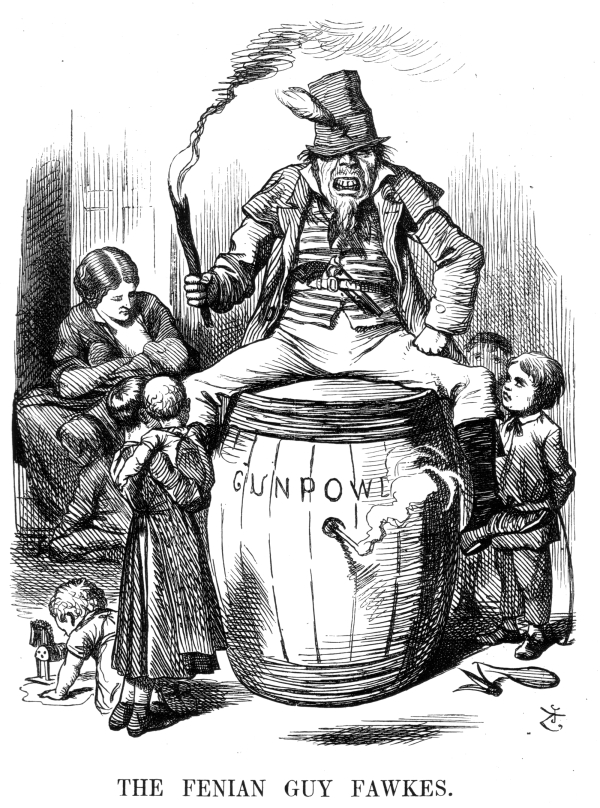
Propaganda britânica contra o Movimento Feniano (1867)

Movimento Feniano foi movimento político pró-separação da Irlanda surgido no século XIX. Fenianos eram os combatentes irlandeses antibritânicos.

## Origem do termo
A palavra deriva do irlandês Na Fianna ou Na Fianna Éireann que, na mitologia céltica, se referia a um grupo de guerreiros constituído para proteger a Irlanda. Fionn Mac Cumhaill foi o mais famoso destes guerreiros.